# Al-Jumua
Al-Jumua  (arabe : سُورَةُ ٱلْجُمُعَةِ, français : La réunion) est le nom traditionnellement donné à la 62e sourate du Coran, le livre sacré de l'islam. Elle comporte 11 versets. Rédigée en arabe comme l'ensemble de l'œuvre religieuse, elle fut proclamée, selon la tradition musulmane, durant la période médinoise.

## Origine du nom
Bien que le titre ne fasse pas directement partie du texte coranique, la tradition musulmane a donné comme nom à cette sourate La réunion, en référence au contenu du neuvième verset : « 9. Ohé, ceux qui adhèrent,
quand nous appelons à la prière, le Jour de la Réunion,
hâtez-vous vers la Mémoire d’Allah,
délaissez toute vente,
cela vaudrait mieux pour vous.
Ah, si vous saviez ! »

## Historique
Il n'existe à ce jour pas de sources ou documents historiques permettant de s'assurer de l'ordre chronologique des sourates du Coran. Néanmoins selon une chronologie musulmane attribuée à Ǧaʿfar al-Ṣādiq (VIIIe siècle) et largement diffusée en 1924 sous l’autorité d’al-Azhar,, cette sourate occupe la 110e place. Elle aurait été proclamée pendant la période médinoise, c'est-à-dire schématiquement durant la seconde partie de la vie de Mahomet, après avoir quitté La Mecque. Contestée dès le XIXe par des recherches universitaires, cette chronologie a été revue par Nöldeke,, pour qui cette sourate est la 94e.
Selon Nöldeke et Schwally, cette sourate est un mélange de textes de deux périodes différentes. À l’inverse, Blachère et Bell considèrent qu’elle illustre la vie de Mahomet après sa rupture avec les juifs de Yathrib.

## Interprétations

### Versets 9-11: ordres sur la prière
Selon Bell, il n’existe pas de lien entre ces versets et ceux qui précédent. Ils sont interprétés par la tradition musulmane comme une référence à l’arrivée d’une caravane à Médine, un vendredi, ce qui aurait perturbé la prière (ṣalāt). Cette interprétation est postérieure et n’est en rien justifiée par le texte coranique qui est ici davantage un recueil de règles concrètes sur la prière.
Le premier ordre est l’invocation de Dieu. L’usage de ce terme évoque à la fois la liturgie juive de Roch Hachana et les « commémorations » chrétiennes. Le texte coranique précise que cette prière a lieu le yawm al-jumu’a, le « jour de la réunion » (d’où le nom arabe du jour du « vendredi », jumu’a).
Luxenberg a remarqué que le Lisan al ‘Arab, dictionnaire compilé au XIIIe siècle, rapporte que ce jour portait le nom, avant l’islam, de yawm ‘aruba (« jour du lever du soleil »), ce qui possède un parallèle exact chez les syriaques. Cette expression (qui a un équivalent dans une variante coranique), évoque le Vendredi saint, jour où se produisit, selon la tradition chrétienne, une éclipse.
L’injonction de laisser les affaires, présente dans ce même verset, trouve un parallèle dans les injonctions de Jacques de Saroug (VIe siècle). Un autre lien avec cet auteur se trouve dans le verset suivant, où il est conseillé d’invoquer Dieu souvent.
Pour Bell, le verset 11 appartient à un autre contexte que les versets précédents. Il devrait, peut-être, s’insérer après le verset 9. Il rejoint l’Homélie sur les saints mystères de Jacques de Saroug.

Texte de la sourate (Coran datant de 1874)
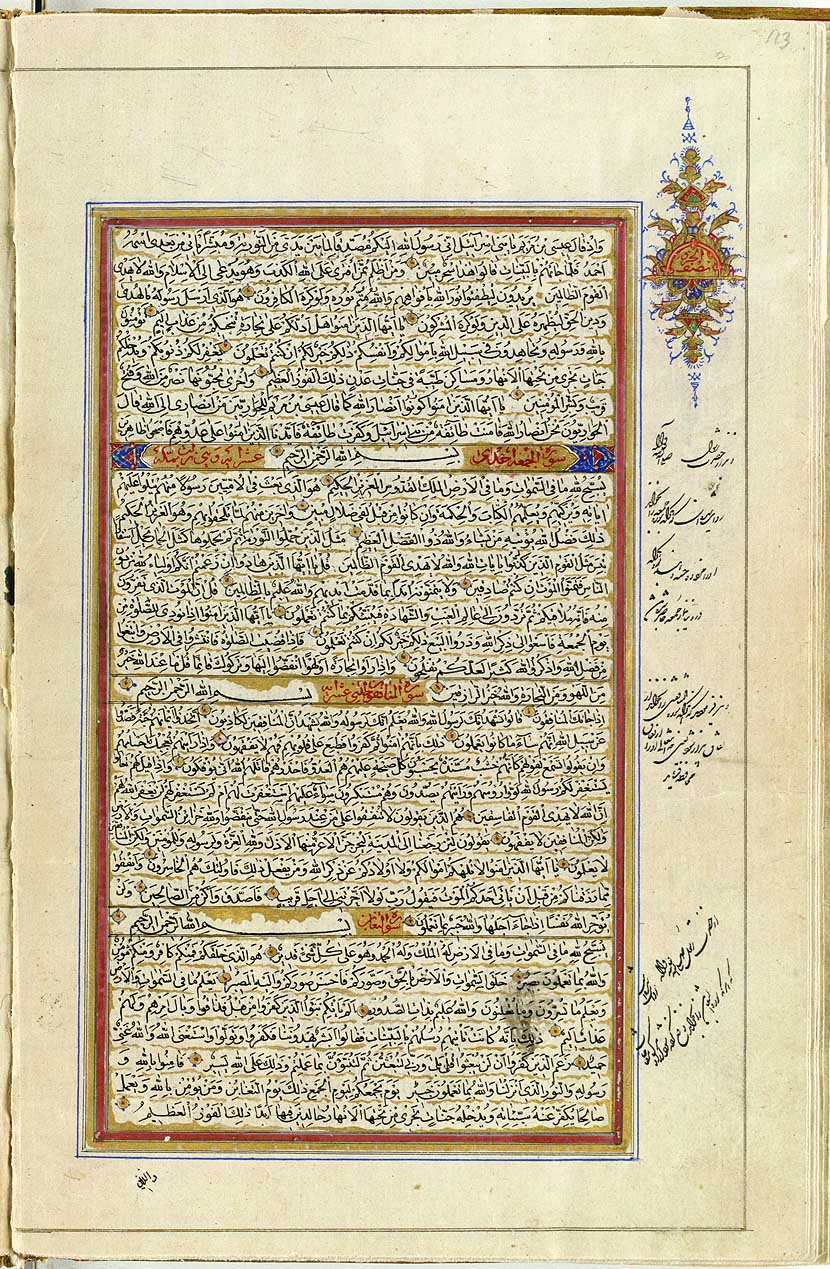